# مستشفى سوروكا
المركز الطبّيّ الجامعيّ سوروكا (بالعبرية: המרכז הרפואי האוניברסיטאי סורוקה)، من مجموعة خدمات الصحّة الشاملة- كلاليت، هو المستشفى الوحيد والرئيسيّ في النقب، يقع في مدينة بئر السبع، ويعمل كمستشفى إقليميّ رئيسيّ. وهو يقدّم الخدمات الطبّيّة لنحو مليون من سكّان الجنوب، من مدينة كريات جات وأشكلون وحتّى مدينة إيلات.
مستشفى سوروكا هو الثالث من حيث الحجم في إسرائيل إذ يحتوي على 1,191 سرير ويمتدّ على مساحة 286 دونمًا في وسط مدينة بئر السبع.
سوروكا مستشفى جامعيّ، يقيم علاقات وثيقة مع جامعة بن غوريون في النقب. يقع حرم كلّيّة العلوم الصحّيّة في منطقة المستشفى.
مدير المركز الطبّيّ منذ عام 2018 هو د. شلومي كوديش.
وفي 19 يونيو 2025، خلال الحرب الإيرانية الإسرائيلية، استهدف صاروخ بالستي إيراني مستشفى سوروكا، ما أدى إلى أضرار كبيرة في المبنى والمناطق المحيطة. بعد الهجوم، تم إخلاء جزء من المبنى الذي تعرض للقصف، بما في ذلك قسم الجراحة القديم. وقال متحدث باسم سوروكا إن المستشفى تعرض "لأضرار جسيمة" في مناطق مختلفة، وإن هناك مصابين جراء الهجوم. وطلب المستشفى من الناس عدم القدوم لتلقي العلاج. وصف وزير الصحة الإسرائيلي الهجوم بأنه "عمل إرهابي" و"جريمة حرب" ارتكبها النظام الإيراني ضد المدنيين والفرق الطبية.

## لمحة تاريخيّة
عند احتلال مدينة بئر السبع إبّان حرب الاستقلال أقام سلاح الخدمات الطبّيّة مستشفًى عسكريًّا مؤقّتًا في إحدى بنايات الحكم العثمانيّ. بعد مرور عام نُقل المستشفى إلى مقرّ حكوميّ بريطانيّ، وتمّ تشغيله من هناك من قِبل منظّمة هداسا الطبّيّة وسمّي باسم د. حاييم يسكي.
في عام 1949 افتتح صندوق المرضى العامّ للعمّال العبريّين في أرض إسرائيل عيادة في المدينة لخدمة المواطنين الأعضاء في نقابة العمّال العامّة الهستدروت. كانت هذه العيادة بحاجة إلى خدمات المستشفى لمواصلة تقديم العلاج. المستشفى الأقرب كان المركز الطبّيّ كابلان في رحوفوت، لكن القرب كان نسبيًّا واضطرّ المرضى لتحمّل مشاقّ السفر لفترة طويلة في ظروف الطرق في تلك السنوات حتّى يتلقّوا العلاج.  
في عام 1950 أعلن عن بئر السبع كسلطة مدنيّة، وأدّى هذا الإعلان إلى إرسال الآلاف من المهاجرين بغية السكن فيها. ومع ازدياد عدد سكّان المدينة لم يكن بوسع المستشفى الصغير تلبية الاحتياجات.
أدّت ضائقة الرقود وظروف المستشفى إلى الرغبة في توسعته. وقد أبدت هداسا استعدادها المبدئي لذلك، ولكن وبسبب الضائقة الماليّة الناجمة عن بناء مستشفى هداسا في القدس لم تكن هداسا قادرة على توسعة المستشفى في موعد معقول.
داڤيد بن غوريون، ومن منطلق توجّهه الرسميّ، كان يعتقد أنّه يتعيّن على الحكومة إقامة مستشفى في النقب وهو ليس بحاجة أن يُقام من قِبل هداسا أو الهستدروت، لكن حتّى وزارة الصحّة لم يكن بحوزتها الأموال لهذا الهدف.
تجنّد داڤيد طوبياهو الذي كان يشغل منصب رئيس البلديّة لإقامة مستشفى أكبر، أكثر اتّساعًا وعصريًّا. وفي سبيل ذلك التقى مع جهات مختلفة ومن ضمنها موشيه سوروكا، الذي شغل منصب رئيس مركز صندوق المرضى. عبّر سوروكا عن استعداده المبدئيّ لإقامة المستشفى من قِبل صندوق المرضى التابع للهستدروت، إلّا أنّ وزير الصحّة، يوسف سيرلين، الذي كان يسعى إلى تقليص نشاط صندوق المرضى وتحويله إلى الدولة، عارض ذلك.
في شهر آب من عام 1955 نجح دوڤ بيجون، الذي كان ممثّل الهستدروت العامّة في الولايات المتّحدة، في إقناع رئيس نقابة خيّاطيّ الملابس النسائيّة في الولايات المتّحدة، داڤيد دوبينسكي (1892-1982)، التبرّع بمبلغ قدره مليون دولار أمريكيّ (ربع مليون في كلّ عام على مدى أربع سنوات)، لصالح إقامة مستشفًى في النقب يخلّد اسم المنظّمة.
في نهاية العام ذاته، شُكّلت حكومة جديدة، وتمّ تعيين يسرائيل برزيلاي في منصب وزير الصحّة، الذي أيّد إقامة المستشفى وأقنع داڤيد بن غوريون أن يسمح لصندوق المرضى بإقامة مستشفى جديد في بئر السبع، على أن تقيم وزارة الصحَّة مستشفى في أشكلون (المركز الطبّيّ برزيلاي حاليًّا). اقتنع بن غوريون بسبب الخشية من أنّه ستكون هناك ضائقة في رقود الجنود الجرحى في حرب سيناء التي كانت متوقّعة.
في 23 تمّوز 1956 بدأت الجرارات الأولى بتسوية الأرض. تمّ التخطيط لبناية المستشفى من قِبل المهندسيْن المعمارييْن أريه شارون وبنيامين إيدلسون.
أقيم حفل تدشين افتتاح المستشفى الرئيسيّ للنقب في تشرين الأوّل 1959. كان المستشفى في بداية عمله يضمّ عددًا من الأقسام الحيويّة: قسم الجراحة العامّة (في إطاره قسم الأنف، الأذن والحنجرة، قسم العيون وقسم المسالك البوليّة)، قسمين للأمراض الباطنيّة، قسم الأطفال وقسم جراحة العظام، قسم أمراض القلب ومعهد الأشعّة السينيّة-الرينتجن.  بلغ عدد الأسرّة 260، وكان عدد الموظّفين نحو 300. افتتحت لاحقًا أقسام أخرى.

## سوروكا- مركز طبّيّ رائد
المركز الطبّيّ سوروكا هو مركز رائد بين المراكز الرئيسيّة في إسرائيل في البرنامج الوطنيّ لمنع العدوى والتلوّث في المستشفيات.
يتمتّع قسم طبّ الطوارئ (غرفة الطوارئ) في سوروكا، بأكبر حجم من النشاط في البلاد (ما يربو على 270,000 زيارة في العام)، وهو الرائد في استطلاع رضا المتعالجين الذي أجرته وزارة الصحّة، وهو الرائد من بين أقسام طبّ الطوارئ الكبيرة في إسرائيل في الفحص الذي أجرته وزارة الصحّة الذي شمل معايير مختلفة للخدمة والجودة.
نسبة التلوثّ في وحدة العلاج المكثّف في مستشفى سوروكا هي من النسب المنخفضة في البلاد.
قسم الولادة في سوروكا هو الأكبر في الدولة إذ يولدُ فيه أكثر من 17,000 مولودًا في السنة.
حجم هذه النشاطات يؤدّي إلى أنّ الطواقم المهنيّة تطوّر خبرات متميّزة على المستوى المحلّيّ والعالميّ.

## مقرّ المستشفى
يمتد المستشفى على مساحة 286 دونمًا، على مساحة مبنية تتجاوز 200,000 متر مربّع، ويشمل 30 بناية.
من بين المباني الموجودة في مقرّ المستشفى:
- تقع في وسط المقرّ «بناية الأقسام الداخليّة» وتقع فيها غالبيّة الأقسام في مجال الطبّ الباطنيّ: الأقسام الباطنيّة، طبّ الأعصاب، قسم أمراض الكِلى غسيل الكِلى، قسم الأورام، قسم أمراض الدمّ.
- برج الرقود الجراحيّ على اسم كميليا بوتنير، الذي تمّ تدشينه في عام 2003، يشمل غرف الجراحة الحديثة والمحميّة للمستشفى، 6 أقسام للرقود، غرفة طوارئ، وحدة العناية المكثّفة والوحدات الأخرى.
- مركز سبان لطبّ الأطفال- دُشّن في عام 2008، يشمل غرفة طوارئ الأطفال، وحدة العناية المكثّفة للأطفال، 3 أقسام رقود للأطفال، قسم الرقود لأمراض الدمّ، قسم اضّطرابات الأكل.
- مركز سبان للتوليد- دُشّن في عام 2011، ويشمل 25 غرفة ولادة شخصيّة، واسعة ومحميّة، طوارئ النساء والوالدات، غرف الجراحة المتطوّرة، و- 5 أقسام للوالدات.
- مركز ليجاسي هيريتاج للأورام ومعهد د. لاري نورتون- دُشّن في عام 2018 ويشمل تحت سقف واحد مجمل الخدمات في مجال علاج وأبحاث مرض السرطان.

ستبنى في السنوات القريبة بنايات إضافيّة في مجمّع المستشفى، بما في ذلك بناية التأهيل. يوجد حاليًّا قسم للتأهيل يضمّ 20 سريرًا للرقود. يجري العمل في المستشفى خلال هذه الفترة من أجل إقامة بناية للتأهيل تتيح توسعة خدمات الرقود والخدمات الخارجيّة.

## سوروكا بالأرقام
في المركز الطبيّ سوروكا أكثر من 40 قسم رقود وتحتوي على 1,191 سرير رقود. بالإضافة إلى أقسام الرقود، هناك العشرات من الوحدات الإضافيّة التي توفّر الخدمات للراقدين والمتعالجين في الرقود النهاريّ، في قسم طبّ الطوارئ، وفي المعاهد والعيادات الخارجيّة.
نفّذت في عام 2023 أكثر من 32,000 جراحة وحوالي 98,000 عمليّة رقود في المستشفى. وجرت في العيادات الخارجيّة أكثر من 600,000 زيارة ومراجعة.
عدد الموظّفين العاملين في المستشفى أكثر من 5,500 ومن بينهم حوالي 900 طبيب، وحوالي 2,000 ممرّضة، ونحو 800 من موظّفيّ المهن الطبيّة وحوالي 500 موظّف إداريّ.

## مواصفات ومعايير الجودة
- مواصفات ومعايير الجودة والسلامة لمنظّمة الـ -Joint Commission International (JCI)- يعتبر المركز الطبّيّ سوروكا واحدًا من ثلاثة مستشفيات التابعة لخدمات الصحّة الشاملة كلاليت، الأولى في إسرائيل، التي حصلت على الوسام المرموق «مؤهّل للجودة والسلامة»- الوسام الذي يصدّق على أنّ جميع النشاطات الطبّيّة في المستشفى، تتمّ بشكل آمن وملاءَم وعلى أساس الإرشادات والمعرفة العلميّة الواسعة والأكثر تحديثًا القائم حاليًّا. أعطي هذا الوسام للمرّة الأولى عام 2008 ويتجدّد مرّة كلّ ثلاث سنوات ويخضع لاختبار الاعتماد.
- مواصفات ومعايير منظومة الإدارة البيئيّة (ISO 14001)- سوروكا مستشفى «أخضر» يعدّ رائدًا في النشاطات الواسعة من أجل البيئة. بالإضافة إلى ذلك، فاز المركز الطبّيّ في عام 2014 بوسام النقب لجودة البيئة.
- مواصفات ومعايير حماية المعلومات في مجال الصحّة (ISO 27799).
- مواصفات ومعايير إدارة الجودة (ISO 9000) منح لقسم الأطفال الخدّج في سوروكا.

## المركز الطبّيّ الجامعيّ
المركز الطبّيّ سوروكا هو مركز طبّيّ جامعيّ يقيم علاقات وثيقة مع جامعة بن غوريون في النقب. وفي هذا الإطار، فإنّ طاقم المستشفى شريك فعّال في تأهيل جيل المستقبل من الأطباء السريريّين والمديرين في جهاز الصحّة في المهن المختلفة: الطبّ، التمريض، العلاج الطبيعيّ، طبّ الطوارئ، الصيدلة، المختبر الطبّيّ، الصحّة العامّة، إدارة الأجهزة الصحّيّة. يبلغ عدد الطلّاب الذين يدرسون في المستشفى في كلّ عام 1,000 طالب تقريبًا. تقع كلّيّة العلوم الصحّيّة للجامعة في مجمّع المستشفى.

## البحث
تجري في مستشفى سوروكا الأبحاث الطبّيّة الكثيرة، المصدّق عليها من قِبل لجنة هيلسنكي في المركز الطبّيّ. منذ عام 2023 يترأس اللجنة البروفيسور إيتان لوننفيلد.
يعمل في مستشفى سوروكا مركز للأبحاث الطبّيّة، الذي يشرف على الأبحاث ويطوّرها مع موظّفيّ المستشفى ومع الزملاء خارج المستشفى- في البلاد والعالم، وفي البعض منها من خلال التعاون مع جامعة بن غوريون.
في كلّ عام يتمّ التصديق على تنفيذ حوالي 300 بحث جديد في المستشفى، وتنشر في المجلّات العلميّة حوالي 300 مقالة حول الأبحاث ذات الأهمّيّة السريريّة والإداريّة.

## المتعالجون في سوروكا
يقدّم مستشفى سوروكا الخدمات الطبّيّة لأكثر من مليون من سكّان النقب، الذين يقطنون في منطقة جغرافيّة واسعة تشمل حوالي 60% من مساحة الدولة. يعتبر سكّان النقب من الفئات السكّانيّة الفتيّة نسبيًّا، ينتمون إلى ثقافات متنوّعة، غالبيّتهم من المكانة الاجتماعيّة-الاقتصاديّة المتدنّية-الوسطى ذوو احتياجات صحّيّة خاصّة.
يسعى مستشفى سوروكا من أجل تسهيل الوصول إلى الخدمات الطبّيّة وفقًا للاحتياجات الخاصّة للمتعالجين- من الناحية اللغويّة، الثقافيّة والطبّيّة. هكذا على سبيل المثال: مكان سكن المتعالج له تأثير على درجة تنفيذ التوصيات الطبّيّة. الانتشار الجغرافيّ الكبير وأشكال الاستيطان المتنوّعة (مدن، كيبوتسات، بلدات تعاونيّة، بلدات غير معترف بها لدى السكّان البدو) تتطلّب معرفة جيّدة من الطاقم الطبّيّ مع قدرات البنية التحتيّة القائمة.

## مستشفى سوروكا في حالات الطوارئ
اكتسب المركز الطبّيّ سوروكا على مرّ السنين خبرة واسعة في إدارة حالات الطوارئ المختلفة:
- الحوادث التي تؤدّي إلى الإصابات الكثيرة والضحايا- حوادث الطرق، الهزّات الأرضيّة، حوادث الإرهاب وما شابه.
- حالات القتال الإقليميّة أو الشاملة- خلال القتال في الجنوب (على سبيل المثال، عمليّة «الجرف الصامد»، حتّى مستشفى سوروكا، الذي يقع في وسط مدينة بئر السبع، كان معرّضًا لإطلاق الصواريخ، وكان جاهزًا للعمل بوتيرة كاملة مع ضمان الحماية للمتعالجين والطواقم وتوفير الخدمة المتواصلة للراقدين في المستشفى والمصابين.

تُدار حالات الطوارئ من قِبل طاقم خاصّ وماهر في المستشفى، من خلال التعاون مع العديد من الجهات وفقًا لطابع الحدث: جيش الدفاع، شرطة إسرائيل، نجمة داود الحمراء، قيادة الجبهة الداخليّة، المستشفيات الأخرى وغيرها.

## نشاطات لصالح المجتمع
المركز الطبّيّ سوروكا موجود في المجتمع الذي يقدّم له الخدمات، ويسعى لتطوير وتعزيز البرامج الرامية إلى تحسين جودة الحياة وصحّة المجتمع. يشارك أعضاء الطاقم في المركز الطبّيّ سوروكا في الكثير من النشاطات المتنوّعة من أجل المجتمع سواء داخل المستشفى وخارجه. النشاطات ملاءَمة لجماهير هدف مختلفة تنتمي لفئات سكّانيّة غير متجانسة ومتنوّعة في المنطقة- من بلدان منشأ مختلفة، أتباع ديانات مختلفة ومن فئات عمريّة متفاوتة.
- سلسلة محاضرات من قبِل الخبراء في المستشفى للجمهور العامّ في مواضيع مختلفة.
- محاضرات من قِبل الطاقم الطبّيّ في مجالات الطبّ المتنوّعة لطلّاب المدارس الثانويّة وجولات في أقسام مختلفة.
- مرافقة ومساعدة للناجين من المحرقة النازيّة- يقوم الموظّفين في المستشفى بزيارات أسبوعيّة في منازل الناجين من المحرقة، ويزورون الناجين الراقدين في المستشفى. كما أنّ الموظّفين في سوروكا يتطوّعون في نوادي منظّمة (עמך) في مجالات العمل المختلفة.
- وغيرها

## مديرو المستشفى منذ إقامته
| 1960 – 1978    | البروفيسور يوسف شطيرن     |
| 1978 - 1983    | د. داڤيد رونين            |
| 1983 – 1987    | البروفيسور يئير شابيرا    |
| 1987 – 1989    | د. يتسحاك روميم           |
| 1989 – 1995    | البروفيسور حاييم رؤوبيني  |
| 1995 – 1997    | د. يتسحاك بيتربورغ        |
| 1997 – 2001    | البروفيسور شلومو مور-يوسف |
| 2001 – 2007    | د. إيتان حاي-عام          |
| 2007 – 2013    | البروفيسور ميخائيل شيرف   |
| 2013 – 2018    | البروفيسور إيهود دودسون   |
| 2018 –حتّى الآن | د. شلومي كوديش            |

## جمعيّة أصدقاء المركز الطبّيّ سوروكا
أقيمت جمعيّة أصدقاء سوروكا في شهر تشرين أوّل 1988 وكان من بين مؤسّسيها شخصيّات مركزيّة في حياة المدينة والنقب، الذين رأوا في المستشفى كنزًا استراتيجيًّا لدولة إسرائيل عامّة والنقب خاصّة.
الأهداف الأساسيّة للجمعيّة، كما تحدّدت في نظامها: «الدعم الأخلاقيّ، الاجتماعيّ، التنظيميّ والماليّ لمستشفى سوروكا، على مختلف فروعه ونشاطاته».
وقد وضعت الجمعيّة نصب أعينها هدفًا يتمثّل في رفع الوعيّ في أوساط الجمهور في إسرائيل بالنسبة للمكانة المركزيّة والخاصّة للمركز الطبّيّ سوروكا.
جميع أعضاء الجمعيّة يقومون بعملهم على أساس التطوّع التامّ بدافع الإيمان بأهدافها وغاياتها. يتعامل أعضاء الجمعيّة مع المهامّ والتحدّيات الكثيرة والمتنوّعة، والتي تهدف إلى تطوير المستشفى بحيث يقدّم الخدمة المهنيّة، ذات الجودة والأمثل، إلى سكّان النقب والآلاف من جنود جيش الدفاع الإسرائيليّ الذين يخدمون في الجنوب.

## وصلات خارجية
- موقع مركز سوروكا الطبي الجامعي